# Karin Skogberg Ankarmo
Karin Elisabeth Alexandra Skogberg Ankarmo, född 22 augusti 1973 i Huddinge församling, Stockholms län, är en svensk sångare, organist och kördirigent.

## Biografi
Karin Skogberg Ankarmo föddes 1973 i Huddinge församling, Stockholms län. Hon har avlagt kantorsexamen vid Stora Sköndal och organistexamen vid Kungliga Musikhögskolan där hon bland annat studerat kördirigering för Stefan Parkman och orgel för Torvald Torén. Sedan 2001 är hon organist och kantor i Kungsholms kyrka, Västermalms församling, och hon var under några år även ordförande i Svenska Kyrkans Gosskörsförening. Hon är, tillsammans med Helle Rosenborg, författare till böckerna ”Do Re Mi I och II”. Skogberg Ankarmo efterträdde Roland Nilsson som konstnärlig ledare för de cirka 130 koristerna Stockholms Gosskör 2008. Hon har tidigare även varit verksam i Immanuelskyrkan i Stockholm. Sedan ett antal år undervisar hon i körmetodik på kantorsutbildningen vid Ersta Sköndal högskola.
2011 satte hon upp Jesus Christ Superstar i Kungsholms kyrka.